# Althea Flynt
Althea Flynt, rodným jménem Althea Leasure, (6. listopadu 1953 Marietta, Ohio – 27. června 1987 Los Angeles) byla čtvrtá manželka Larryho Flynta a spoluvydavatelka jeho pornografického časopisu Hustler.

## Životopis
Narodila se 6. listopadu 1953 v Mariettě v Ohiu. Althea a její čtyři sourozenci Sherry, Debbie, Marsha a Richard pocházeli z násilnické rodiny. Když jí bylo osm let, její otec Richard zabil její matku June, dědečka a nakonec i sám sebe. Babička stihla utéct.

## Smrt
Zemřela ve věku 33 let, když se utopila ve vaně v sídlišti Bel-Air v Los Angeles dne 27. června 1987. Podle zpráv se předávkovala a následně utopila. Její manžel ale uvedl, že byla v pokročilém stádiu AIDS a bez ohledu na to by za rok stejně zemřela. V daném okamžiku se o ni staral a tvrdil, že byla prakticky upoutána na lůžko.
Je pohřbena na rodinném hřbitově v Salyersville v Kentucky.